# BAMMA
British Association of Mixed Martial Arts (BAMMA) fue una empresa de artes marciales mixtas con sede en Londres, Reino Unido. Fue lanzada el 27 de junio de 2009 y se transmitió en el canal de televisión Bravo. Los eventos de BAMMA fueron transmitidos en vivo por ITV4 en UK e Irlanda, KIX en Asia (TvOne en Indonesia), VEQTA en India, Kwese en África, DAZN en Alemania y Rusia, FITE TV y UNILAD (en línea). BAMMA

## Reglas
BAMMA se basa en las Normas Uniformes de Artes Marciales Mixtas que se establecieron originalmente por la Junta Atlética de Control del Estado de Nueva Jersey y modificadas por la Comisión Atlética del Estado de Nevada. Estas normas han sido adoptadas en los EE. UU. y en otros estados que regulan las Artes Marciales Mixtas. Como resultado, se han convertido en el estándar de facto conjunto de reglas para las artes marciales mixtas profesionales en los EE. UU. y como base dentro de la jaula en todo el mundo.

### Resultados de un combate
Los combates pueden terminar a través de:
- Sumisión: un peleador palmea la alfombra o a su oponente tres veces (o más), o expresa verbalmente estar sufriendo de dolor (por ejemplo al gritar).
- KO: un peleador entra en un estado de inconsciencia.
- KO Técnico (TKO): Si el árbitro decide que un peleador no puede continuar, la pelea se declara como un nocaut técnico (TKO).
- Decisión de los jueces: En función de puntuación, un combate puede terminar como:

1. decisión unánime (los tres jueces votan al mismo peleador)
2. decisión mayoritaria (dos jueces votan una victoria para un peleador, el tercero vota empate)
3. decisión dividida (dos jueces votan una victoria para un peleador, el tercero opta por el otro peleador)
4. empate unánime (los tres jueces votan un empate)
5. empate mayoritario (dos jueces votan por un empate, el tercer juez vota por una victoria)
6. empate dividido (un juez vota victoria para un peleador, el segundo vota por una victoria para el otro peleador, y el tercero vota un empate)

Los combates también pueden acabar en decisión técnica, empate técnico, descalificación, retiro o sin resultado.

## Campeones actuales
| División        | Peso            | Campeón         | Desde    | Defensas del título |
| --------------- | --------------- | --------------- | -------- | ------------------- |
| Peso pesado     | 120 kg (264 lb) | Brett McDermott | BAMMA 29 | 0                   |
| Peso semipesado | 93 kg (205 lb)  | Vacante         |          | -                   |
| Peso medio      | 84 kg (185 lb)  | Vacante         |          | -                   |
| Peso wélter     | 77 kg (169 lb)  | Terry Brazier   | BAMMA 36 | 0                   |
| Peso ligero     | 70 kg (154 lb)  | Terry Brazier   | BAMMA 34 | 0                   |
| Peso pluma      | 66 kg (145 lb)  | Vacante         |          | -                   |
| Peso gallo      | 61 kg (134 lb)  | Vacante         |          | -                   |
| Peso mosca      | 57 kg (125 lb)  | Daniel Barez    | BAMMA 32 | 0                   |

## Eventos
| #  | Evento                                 | Fecha                    | Sede                     | Localización                       |
| -- | -------------------------------------- | ------------------------ | ------------------------ | ---------------------------------- |
| 25 | BAMMA 23: Night of Champions           | 14 de noviembre de 2015  | Barclaycard Arena        | Birmingham, Reino Unido            |
| 24 | BAMMA 22: Duquesnoy vs. Loughnane      | 19 de septiembre de 2015 | 3Arena                   | Dublín, Irlanda                    |
| 23 | BAMMA 21: DeVent vs. Kone              | 13 de junio de 2015      | Barclaycard Arena        | Midlands Occidentales, Reino Unido |
| 22 | BAMMA 20: McDermott vs. Lazarz         | 25 de abril de 2015      | Barclaycard Arena        | Midlands Occidentales, Reino Unido |
| 21 | BAMMA 19: Stapleton vs. Petley         | 28 de marzo de 2015      | Winter Gardens Arena     | Blackpool, Reino Unido             |
| 20 | BAMMA 18: Duquesnoy vs. Klaczek        | 21 de febrero de 2015    | Wolverhampton Civic Hall | Wolverhampton, Reino Unido         |
| 19 | BAMMA 17: Fletcher vs. Brightmon       | 6 de diciembre de 2014   | Victoria Warehouse       | Mánchester, Reino Unido            |
| 18 | BAMMA 16: Daley vs. da Rocha           | 13 de septiembre de 2014 | Victoria Warehouse       | Mánchester, Reino Unido            |
| 17 | BAMMA Fight Night: Liverpool           | 2 de agosto de 2014      | The Liverpool Olympia    | Liverpool, Reino Unido             |
| 16 | BAMMA Fight Night: Southampton         | 7 de junio de 2014       | Southampton Guildhall    | Southampton, Reino Unido           |
| 15 | BAMMA 15: Thompson vs. Selmani         | 5 de abril de 2014       | Copper Box               | Londres, Reino Unido               |
| 14 | BAMMA 14: Daley vs. da Silva           | 14 de diciembre de 2013  | LG Arena                 | Birmingham, Reino Unido            |
| 13 | BAMMA 13: Night of Champions           | 14 de septiembre de 2013 | National Indoor Arena    | Birmingham, Reino Unido            |
| 12 | BAMMA 12: Wallhead vs. Veach           | 9 de marzo de 2013       | Metro Radio Arena        | Newcastle, Reino Unido             |
| 11 | BAMMA 11: Marshman vs. Foupa-Pokam     | 1 de diciembre de 2012   | National Indoor Arena    | Birmingham, Reino Unido            |
| 10 | BAMMA 10: Sinclair vs. Winner          | 15 de septiembre de 2012 | Wembley Arena            | Londres, Reino Unido               |
| 9  | BAMMA 9: Watson vs. Marshman           | 24 de marzo de 2012      | National Indoor Arena    | Birmingham, Reino Unido            |
| 8  | BAMMA 8: Manuwa vs. Rea                | 10 de diciembre de 2011  | Capital FM Arena         | Nottingham, Reino Unido            |
| 7  | BAMMA 7: Trigg vs. Wallhead            | 10 de septiembre de 2011 | National Indoor Arena    | Birmingham, Reino Unido            |
| 6  | BAMMA 6: Watson vs. Rua                | 21 de mayo de 2011       | Wembley Arena            | Londres, Reino Unido               |
| 5  | BAMMA 5: Daley vs. Shirai              | 26 de febrero de 2011    | MEN Arena                | Mánchester, Reino Unido            |
| 4  | BAMMA 4: Reid vs. Watson               | 25 de septiembre de 2010 | National Indoor Arena    | Birmingham, Reino Unido            |
| 3  | BAMMA 3: Horwich vs. Watson            | 15 de mayo de 2010       | LG Arena                 | Birmingham, Reino Unido            |
| 2  | BAMMA 2: Roundhouses at the Roundhouse | 13 de febrero de 2010    | The Roundhouse           | Londres, Reino Unido               |
| 1  | BAMMA 1: The Fighting Premiership      | 27 de junio de 2009      | Room by the River        | Londres, Reino Unido               |